# Matthias Exner
Matthias Exner (* 5. Juni 1957 in Gräfelfing; † 21. Dezember 2020 in München) war ein deutscher Kunsthistoriker und Denkmalpfleger. 

## Werdegang

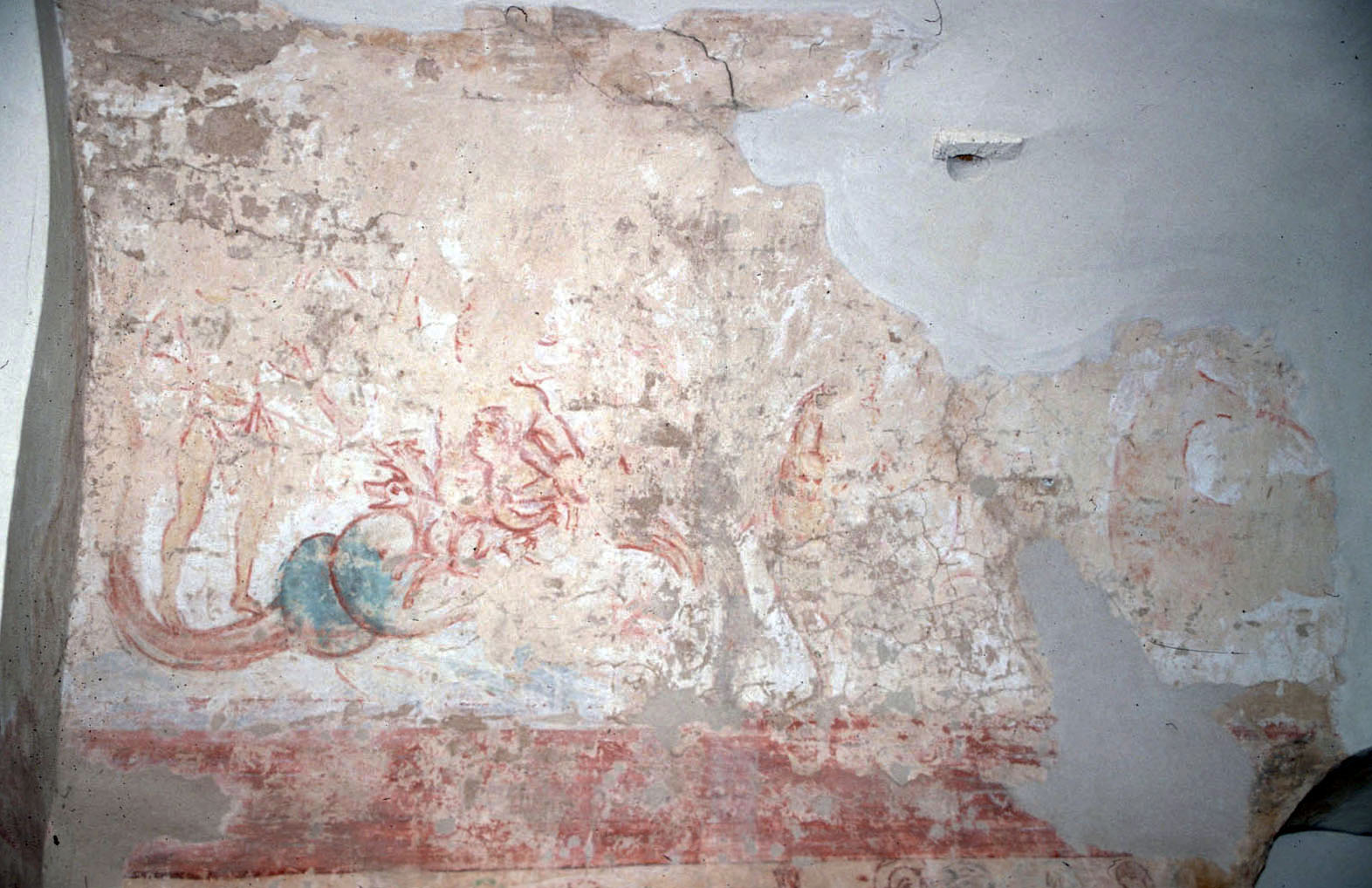
Wandmalerei in Corvey, ca. 825

Nach dem Studium der Kunstgeschichte an der Ludwig-Maximilians-Universität in München promovierte er über das Thema Die Fresken der Krypta von St. Maximin in Trier und ihre Stellung in der spätkarolingischen Wandmalerei. Von 1985 bis 1990 war er wissenschaftlicher Mitarbeiter am Zentralinstitut für Kunstgeschichte in München. 1992 wurde er wissenschaftlicher Mitarbeiter am Bayerischen Landesamt für Denkmalpflege, wo er 2008 Leiter des Referats Siedlungs- und Kulturlandschaftsdokumentation wurde.  Seit 1997 hatte er einen Lehrauftrag an der Ludwig-Maximilians-Universität in München.
Er veröffentlichte zahlreiche Publikationen zur Kunst des frühen und hohen Mittelalters, so zu den Wandmalereien von Müstair, Corvey, Oberzell auf der Insel Reichenau und Kloster Lorsch, zur Stuckplastik und zu Fragen karolingischer wie ottonischer Buchmalerei.

## Mitgliedschaften
- 1994: Deutsches Nationalkomitee von ICOMOS, in dieser Funktion Organisation und Publikation internationaler Fachtagungen
- 2009–2017: Vorstand des Verbandes Deutscher Kunsthistoriker
- 2011: Vorstand des Deutschen Vereins für Kunstwissenschaft

## Veröffentlichungen

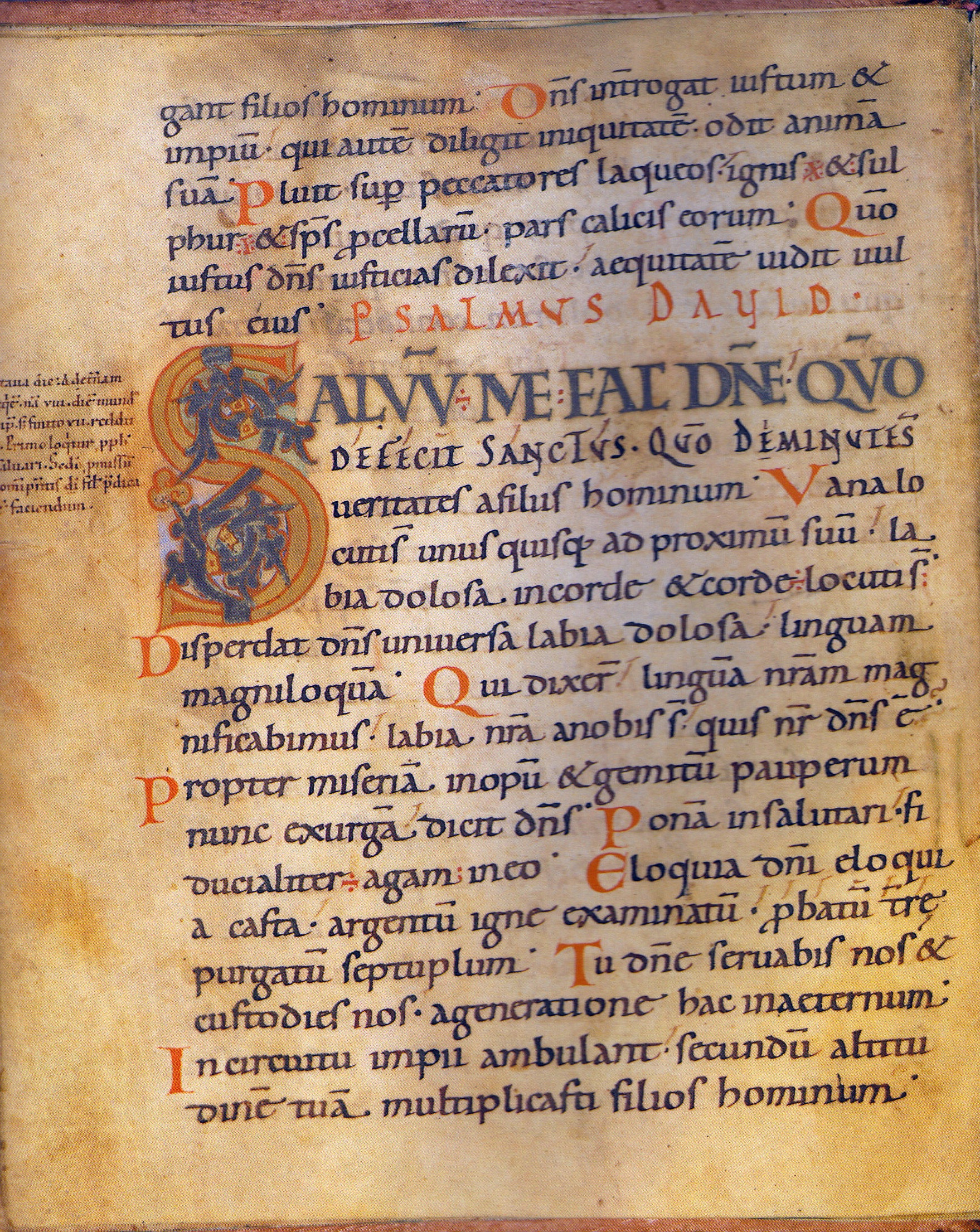
Seite aus dem Guntbald-Evangeliar

- Die Fresken der Krypta von St. Maximin in Trier und ihre Stellung in der spätkarolingischen Wandmalerei (= Trierer Zeitschrift. Beiheft 10). Rheinisches Landesmuseum Trier, Trier 1989, ISBN 978-3923319107.
- als Herausgeber: Stuck des frühen und hohen Mittelalters. Geschichte, Technologie, Konservierung (= ICOMOS – Hefte des Deutschen Nationalkomitees. Band 19). Lipp, München 1996, ISBN 978-3874906609
- Wandmalerei des frühen Mittelalters. Bestand, Maltechnik, Konservierung. Edition Lipp, München 1998, ISBN 978-3874906630.
- mit Dörthe Jakobs als Herausgeber: Klimastabilisierung und bauphysikalische Konzepte. Wege zur Nachhaltigkeit bei der Pflege des Weltkulturerbes. Deutscher Kunstverlag, München/Berlin 2006, ISBN 978-3422066137 (PDF).
- mit Jürg Goll, Susanne Hirsch: Müstair: Die mittelalterlichen Wandbilder in der Klosterkirche. Hirmer, München 2007, ISBN 978-3777434452.
- Das Guntbald-Evangeliar. Ein ottonischer Bilderzyklus und sein Zeugniswert für die Rezeptionsgeschichte des Lorscher Evangeliars. Schnell & Steiner, Regensburg 2008, ISBN 978-3795419929.
- mit Peter Ruderich: Bamberg. Theuerstadt und östliche Stadterweiterungen. Band 1: Untere Gärtnerei und nordöstliche Stadterweiterungen (= Die Kunstdenkmäler von Bayern. Band 7/1). Deutscher Kunstverlag, Berlin/München 2018, ISBN 978-3422074378.
- Bamberg. Domberg. Das Domstift. Teil 1+2 (= Die Kunstdenkmäler von Bayern. Band VIII/4), Deutscher Kunstverlag 2015, ISBN 978-3422071971.